# Stephen Dwoskin
Stephen Dwoskin (Brooklyn, 15 gennaio 1939 – Londra, 28 giugno 2012) è stato un regista statunitense.
Il suo lavoro è strettamente connesso alla "teoria dello sguardo" associata a Laura Mulvey. Tramite associazioni cinematografiche d'avanguardia come London Film-Makers' Co-operative e The Other Cinema, Dwoskin si è fatto promotore di una cultura cinematografica alternativa. 
I film di Dwoskin sono detenuti dal British Film Institute e distribuiti da LUX, mentre il suo archivio è conservato presso l'Università di Reading.

## Vita privata
Nato a New York da immigrati ucraini, Dwoskin contrae la poliomielite durante l'epidemia del 1948, all'età di nove anni. A causa di essa, Dwoskin deve affrontare una dura riabilitazione che lo costringe a tenere una protesi, oltre a dover subire trapianti muscolari per reimparare a camminare con le stampelle. Dwoskin trascorre in ospedale quattro anni prima di essere dimesso e in seguito avrà bisogno anche della sedia a rotelle per muoversi.
Dopo gli studi d'arte con maestri illustri quali Willem de Kooning e Josef Albers, Dwoskin si diploma alla Parsons School of Design e alla New York University. Già sposato e divorziato (senza aver avuto figli), nel 1964, grazie a una borsa di studio Fulbright, Dwoskin si trasferisce a Londra, dove produce quasi tutte le sue opere e dove rimane quasi ininterrottamente per il resto della vita. Nel 2001 Dwoskin si trova a dover fare i conti con la polmonite e l'esperienza con la malattia lo porta a produrre una delle sue opere più toccanti, assemblata con materiali sia di Dwoskin che di alcuni suoi amici: Intoxicated by My Illness, che prende il titolo dai lavori autobiografici di Anatole Broyard. Muore per insufficienza cardiaca il 28 giugno 2012, all'età di 73 anni.

## Carriera
Nel 1959 Dwoskin inizia la sua attività professionale come pittore e graphic designer, ma nei primi anni sessanta gravita maggiormente verso il cinema e, ispirato da registi sperimentali come Maya Deren, realizza i suoi primi cortometraggi, tra cui Asleep (1961). Già in questi anni infatti si interessa alla ricerca formale e linguistica, oltreché all'esplorazione di tematiche "marginali" e distanti dal cinema convenzionale.
Nel 1966 Dwoskin contribuisce alla fondazione della London Film-makers' Co-operative. Con tale compagnia, promuove il cinema cosiddetto "underground": a questo periodo risalgono, tra gli altri, Naissant (1964), Dirty (1965), Moment (1968) e Times for (1971). Dwoskin diviene inoltre associato con The Other Cinema, un collettivo di distribuzione che gestiva film indipendenti britannici, registi del "terzo mondo" e film europei rimasti fuori dal circuito principale. Nel 1977 collabora a un documentario della BBC sull'imminente fine del collettivo.
Nel 1974 Dwoskin realizza per l'emittente tedesca ZDF uno dei suoi film più conosciuti: Behindert, una ricostruzione intima del tempo passato dal regista con l'attrice Carola Regnier in cui emergono in modo intricato i desideri e le vulnerabilità dell'attrice. Nella lunga sequenza della cena che apre il film, Dwoskin ingrandisce l'inquadratura sull'attrice, scrutando i contorni del suo sorriso e incontrando il suo sguardo fino a quando lei distoglie lo sguardo nervosamente. Per i successivi ottanta minuti il regista continua a studiare la sua ex partner in un primo piano estremo, raramente interrotto, osservando il suo viso passare da un'emozione all'altra (spesso contraddittoria). Il significato del titolo, traducibile in "Ostacolato", risiede nel verificare fino a che punto l'occhio ben allenato del regista possa compensare il suo corpo debilitato.
Tra i suoi lungometraggi più significativi si può annoverare Central Bazaar (1976), dove alcuni estranei si riuniscano in quella che diventa presto una giostra sessuale di due ore e mezza senza vincoli. I personaggi passano da un partner all'altro avvolti in elaborati costumi e si muovono in modo semicosciente, come se delle correnti magnetiche li stessero avvicinando e separando. La cinepresa di Dwoskin si aggira tra di essi, concentrandosi su alcuni dettagli dei corpi e dell'abbigliamento: sempre troppo vicina, ma per la maggior parte del tempo esclusa dal procedimento. In questi corpi che si contorcono, si pavoneggiano, danzano, convergono e oziano, Dwoskin vede uno specchio del mondo: un luogo in cui la connessione umana è qualcosa di spaventoso e alieno e che richiede un'esibizione ben al di fuori della sua portata. All'anno successivo risale invece The Silent Cry, per la cui realizzazione il regista rivela, in un'intervista rilasciata a Raymond Durgnat nel 1984, di essersi ispirato a una ragazza con anoressia nervosa: attraverso i suoi occhi lo spettatore vede un padre, gentile al punto da diventare soffocante, che la tratta come una bambina.
Intorno al 1980 Dwoskin figura tra i fondatori del collettivo cinematografico Spectre, che produrrà diversi film per Channel 4. Il gruppo comprendeva Simon Hartog, Phil Mulloy, Vera Neubauer, Keith Griffiths, Anna Ambrose, Michael White, John Ellis e Thaddeus O'Sullivan. Nel 1984 Ambrose, assieme a Mulvey, a Raymond Durgnat (critico e amico di Dwoskin) e altri, ha realizzato un documentario su Dwoskin per la stessa Channel 4, mostrato come parte di una stagione dei suoi film. In questo periodo Dwoskin si dedica alla produzione di documentari personali: i più rappresentativi sono Shadows From Light (1983), che segue i movimenti e i pensieri del fotografo Bill Brandt, e Ballet Black (1986), che attraverso una riunione dei membri originari di 35 anni prima racconta la storia di una pioneristica compagnia nera britannica, i Ballets Nègres, fondata dal ballerino giamaicano Berto Pasuka e attiva in Europa dal 1946 al 1952. L'opera raggiunge il suo apice con una vibrante esibizione di They Came (ideata dallo stesso Pasuka) da parte di giovani ballerini neri.
A partire dagli anni novanta, Dwoskin si dedica ad alcuni film autobiografici che raccontano lui stesso e le persone e i luoghi che lo circondano. Questi film includono Trying to Kiss The Moon , film-poesia del 1994 che raccoglie alcuni filmati girati dal padre di Dwoskin nella sua casa negli Stati Uniti prima del sopraggiungere della poliomielite, insieme a Face of Our Fear (1992) e Pain Is (1997), indagini sulla disabilità volte a richiedere la garanzia di pieni diritti umani per le persone disabili. Nel 2005 poi esce Oblivion, adattamento del romanzo Le con d'Irène di Louis Aragon, dal quale riprende in particolare il personaggio del nonno paralitico, frustrato dalla bellezza e dalla vitalità di Irene. L'ultima sua pellicola risale all'anno della morte: Age Is (2012), che, esplorando la singolarità dei volti che invecchiano, vuol far riflettere sui concetti culturali e sull'esperienza soggettiva dell'invecchiamento.
Nel corso della carriera di Dwoskin, hanno svolto un ruolo importante anche le fotografie, che hanno permesso al regista, pur conservando un'autonoma funzione espressiva di immagini visive in sé, di mettere in rilievo i suoi principali temi e interessi artistici. Attraverso di esse, Dwoskin, interessato a capire il funzionamento della memoria visiva, ha potuto costruire una "dinamica di sguardi" (così la definisce Laura Mulvey) per dare vita a scenari altamente soggettivi, emotivi e complessi che intrecciano tempo e desiderio, intimità e corporeità in preoccupazioni più formali. Spesso quindi per Dwoskin i ricordi assurgono a oggetti cercati, recuperati, abbelliti e ricostruiti nel presente.
Oltre alla sua attività legata al cinema, Dwoskin è stato un rispettato insegnante e conferenziere, occupando cattedre al London College of Printing, al Royal College of Art, al San Francisco Art Institute, alla San Francisco State University, all'Università di Ginevra e all'École Supérieure d'Art Visuel (anch'essa a Ginevra). Ha inoltre scritto due libri: Film is...: The International Free Cinema, dove parla del cinema sperimentale e d'avanguardia, pubblicato nel 1975 da Peter Owen nel Regno Unito; e Ha, Ha!: La Solution Imaginaire, opera mista di testo e fotografie, ispirata al fondatore della patafisica Alfred Jarry, pubblicata nel 1993 da The Smith, a New York.

## Filmografia
- Asleep (Stati Uniti, 1961, 4', 16 mm)
- American Dream (Stati Uniti, 1961, 3', 16 mm)
- Alone (Stati Uniti, 1963, 13', 16 mm)
- Naissant (Stati Uniti, 1964, 16', 16 mm)
- Chinese Checkers (Stati Uniti, 1963 / versione sonora: Regno Unito, 1965, 13', 16 mm)
- Soliloquy (Stati Uniti, 1964 / versione sonora: Regno Unito, 1967, 8', 16 mm)
- Me,Myself and I (Stati Uniti, 1967, 18', 16 mm)
- Take Me (Regno Unito, 1968, 30', 16 mm)
- Moment (Regno Unito, 1968-1969, 13', 16 mm)
- Trixi (Regno Unito, 1969, 30', 16 mm)
- To Tea (Regno Unito, 1970, 30', 16 mm)
- C-Film (Regno Unito, 1970, 30', 16 mm)
- Dirty (Regno Unito, 1965-1971, 15', 16 mm)
- Times For (Regno Unito, 1971, 80', 16 mm)
- Jesus Blood (Never Failed Me Yet) (Regno Unito, 1972, 30', 16 mm)
- DynAmo (Regno Unito, 1972, 120', 16 mm)
- Tod und Teufel (Regno Unito, 1973, 94', 16 mm)
- Behindert (Regno Unito / Germania, 1974, 96', 16 mm)
- Laboured Party (Regno Unito, 1975, 20', 16 mm)
- Just Waiting (Germania, 1975, 10', 16 mm)
- Girl (Regno Unito, 1975, 30', 16 mm)
- Central Bazaar (Regno Unito, 1976, 156', 16 mm)
- Kleiner Vogel (Germania, 1976, 40', 16 mm)
- The Silent Cry (Regno Unito / Francia / Germania, 1977, 96', 16 mm)
- Outside In (Regno Unito / Germania, 1981, 105', 16 mm)
- Shadows from Light (Regno Unito, 1983, 60', 16 mm)
- Ballet Black (Regno Unito, 1986, 83', 16 mm)
- Further and Particular (Regno Unito / Francia, 1988, 110', 16 mm)
- The Spirit of Brendan Behan (Regno Unito / Francia, 1990, 30', 16 mm)
- Face Anthea (Regno Unito, 1990, 61', video)
- Face of our Fear (Regno Unito, 1992, 53', video)
- Trying to Kiss The Moon (Regno Unito, 1994, 96', 16 mm)
- Pain Is (Germania / Regno Unito / Francia, 1997, 80', 16 mm)
- Video Letters (Regno Unito, 1991-2000, 150', video, co-realizzato con Robert Kramer)[13]
- Intoxicated By My Illness (Regno Unito, 2001, 62', video)
- Another Time (Regno Unito, 2002, 52', video)
- Some Friends  (Apart) (Regno Unito, 2002, 25', video)
- Dad (Regno Unito, 2003, 15', video)
- Dear Frances (In Memoriam) (Regno Unito, 2003, 18', video)
- Lost Dreams (Regno Unito, 2003, 20', video)
- Grandpère's Pear (Regno Unito, 2003, 5', video)
- Visitors (Regno Unito, 2004, 28', video)
- Oblivion (Regno Unito, 2005, 78', video)
- Before The Beginning (Belgio / Regno Unito, 2006, 120', co-realizzato con Boris Lehman)[14]
- Ascolta! (Regno Unito / Italia, 2008, 7')[15]
- Age Is... (Francia / Regno Unito, 2012, 75')

## Critica
Raymond Durgnat osserva che, in quanto newyorkese emigrato nel Regno Unito, Dwoskin "eludeva entrambe le culture" (americana e inglese). Durgnat nota che Dwoskin non ha mai seguito un singolo percorso di ricerca estetica né si è mai allineato a alcun movimento collettivo, rimanendo al di fuori sia della scuola astratta associata ad americani come Stan Brakhage che della scuola formalista britannica che annoverava artisti quali Malcolm le Grice.
Per Dennis Cooper i film di Dwoskin "erano caratterizzati da un esame ossessivamente intenso delle figure (per lo più femminili) davanti alla sua macchina da presa statica o che si muoveva lentamente, e da un'attenzione alle trame delle immagini, ai processi di stampa e alle colonne sonore ipnotiche", nell'ottica di esplorare "le relazioni di desiderio che possono essere intessute tra il modo di guardare della macchina da presa, il desiderio del soggetto di essere visto, l'irrevocabile "separazione" del regista da ciò che vuole vedere e mostrare, e il rapporto dello spettatore con questa intricata rete di desideri intricati". Cooper nota che in film come Moment, Chinese Checkers e Alone Dwoskin cerca di guidare lo spettatore in narrazioni oscure per attirarlo in pieno nell'apparato cinematografico, inteso come "un modo per attivare e giocare con la voglia di guardare". Ciò emerge anche in altri lungometraggi emotivamente intensi come Times For, Dyn Amo e Behindert, dove si aggiunge il fascino dell'esecutore nell'essere affascinato dal campo visivo della telecamera. Dwoskin lascia in effetti che gli attori improvvisino e "mettano in scena" le proprie immagini, come in Central Bazaar, o si cimentino in narrazioni quasi drammatiche, come in The Silent Cry e Tod und Teufel.
Il critico Adrian Martin, analizzando la struttura di Outside In, riconosce l'elaborazione da parte del regista di diversi quadri autonomi, ognuno dei quali, nettamente contrapposto a quelli che lo circondano, si richiama a uno stile cinematografico molto diverso. Ogni quadro è attraversato da associazioni poetiche che passano dall'uno all'altro secondo linee e collegamenti tracciati dallo stesso spettatore. Nel film appare poi la protesi in cui Dwoskin si allaccia faticosamente le gambe ogni mattina, paragonata sia ai tacchi alti con cui le donne si torturano sia alla schiavitù e alla disciplina che il regista vede parte di un sofisticato "mondo sotterraneo" sessuale che ricorre nelle sue opere. Outside In richiama con la sua combinazione burlesco-grottesca le commedie altrettanto decentrate di Luc Moullet, andando però ben oltre l'autoumiliazione che lo spettatore può trovare in esse. Dwoskin si autorappresenta come un uomo impotente, che scivola e cade, mentre quelli intorno a lui si dimenano, aggravano il problema, o vengono miracolosamente in suo aiuto (un gesto angelico che si rifà alla dimensione erotica quasi onnipresente nel lavoro di Dwoskin). Martin conclude la sua analisi riconoscendo che Dwoskin "è uno dei più criminalmente trascurati tra i grandi personaggi della storia del cinema".
Martin si sposta poi a parlare di Behindert, dove Dwoskin alimenta una crescente tensione nei suoi scambi con un'abile amante. Il critico, elogiando le riprese e la colonna sonora composta da Gavin Bryars, giudica Behindert "il tentativo più audace e artisticamente riuscito di Dwoskin di unire la sua modalità di cinema in "prima persona" con una finzione messa in scena", che richiama una complessità cubista di prospettive continuamente mescolate. Infine Martin intravede nell'opera un'anticipazione dell'autobiografia romanzesca allora in corso del lavoro di Philippe Garrel, paragonandola a "un gioco emozionante, quasi vampirico con la vicinanza dell'esperienza della vita reale alla sua ricreazione fittizia" (i protagonisti sono i veri ex-amanti del regista).
Cinque anni più tardi, alla morte del regista, Martin analizza per The Guardian la carriera di Dwoskin, rimarcando la sua distanza dalla scena cinematografica, nonostante il suo lavoro sia stato esposto in festival internazionali ed importanti eventi artistici, e la sua ostinazione contro tendenza a inserire la poesia e la pittura nel suo lavoro cinematografico. Martin fa notare che Dwoskin ha avuto sostenitori influenti, tra cui i teorici del cinema Laura Mulvey e Paul Willemen, ma che, anche all'interno della scena delle arti sperimentali, è rimasto una figura singolare. Martin considera i film di Dwoskin frutto di mescolanze "di documentari con finzione (The Silent Cry), di astrazioni con osservazioni concrete (Outside In), di rappresentazioni teatrali con registrazioni simili a diari (Tod und Teufel) e di fantasie personali con questioni sociali (Pain Is, Face of Our Fear, Trying to Kiss the Moon)". 
Alcune opere di Dwoskin hanno poi suscitato dibattiti polemici sulla loro rappresentazione del sesso e dei ruoli di genere, in particolare da parte di alcune femministe, come riporta Raymond Durgnat nell'intervista fatta a Dwoskin nel 1984.
In un articolo del 2004 scritto per Libération, Philippe Azoury accosta i primi film di Dwoskin a “una magnifica esagerazione del cinema di Warhol e Cassavetes”, per “lo stesso gusto per il volto come un territorio d’esplorazione, anche in bianco e nero”.

## Riconoscimenti
Il primo riconoscimento per l'attività cinematografica di Dwoskin arriva nel 1961 con il conferimento dell'AIGA Award. Una serie di cortometraggi gli vale poi il premio Solvay al Knokke Experimental Film Festival del 1967-68. Nel 1974 Dwoskin vince il prestigioso DAAD Fellowship a Berlino, l'anno successivo ottiene in Spagna il Niña de Benalmadena per il suo contributo al cinema indipendente. Nel 1982 arriva il premio L'Age d'Or al Brussels Film Festival e infine, nel 1994, il Rockefeller Media Fellowship a New York.
I film di Dwoskin sono stati proiettati in tutto il mondo, inclusi, tra gli altri, i festival di Cannes, Berlino, Rotterdam, Toronto, Locarno, Pesaro, Mannheim, Oberhausen, Sydney, Melbourne, Amburgo, San Francisco, Torino, Riga, Madrid, Barcellona e Benalmádena. In particolare il 35° Rotterdam International Film Festival gli ha dedicato, dal 25 gennaio al 2 febbraio 2006, una retrospettiva, mentre Renard Films ha pubblicato una prima parte della sua opera completa su DVD.
Grandi elogi arrivano nel 2015 da Erik Negro di Cinelapsus, che paragona il cinema di Dwoskin a "un fiore malato dal dolore" che però "lo affronta, lo guarda in faccia, non lo teme". Le sue pellicole, secondo Negro, trasmettono proprio questo spirito combattivo che annullerebbe la tentazione di arrendersi al dolore, per quanto forte; a ribadire l'affermazione della volontà di vivere in modo assoluto. Infatti il cinema per Dwoskin diviene un gioco, un invito ad abbandonarsi all'infanzia, a donare sé stessi in un amore continuo.